# S njive do akademije
"S njive do akademije" (ISBN 953-95299-1-3), knjižica izdana u povodu građanske inicijative Tribina "Braća Kašanin" u kojoj su, uz uvodnik u kome se objašnjava zašto je i kako organizirana ta tribina, objavljene biografije i bibliografije akademika prof. dr. Radivoja Kašanina (1892-1989) i njegovog brata dr. Milana Kašanina (1895-1981). Te biografije su, uz suglasnost sastavljača i autora knjižice, prenesene na ovu Wikipediju.
Knjižicu je izdala Mirovna grupa Oaza iz Belog Manastira pod pokroviteljstvom Nacionalne zaklade za razvoj civilnoga društva u nakladi od 700 primjeraka, na 16 stranica (plus korice) formata A5. Uz fotografije braće Kašanin, na naslovnoj stranici objavljen je crtež Milana Dvornića na kome Radivoj i Milan kao dječaci s tetkom Latinkom Kašanin (koja se o njima brinula nakon prerane smrti njihove majke Anke) skupljaju bob na erchercogovom (nadvojvodinom) imanju kako bi zaradili novac za željezničku kartu do mjesta školovanja. Prema tom događaju nastao je i naslov knjižice jer je životni put Radivoja i Milana Kašanina stvarno vodio s njive do akademije znanosti (samo što Milan, iako je bio predložen, u akademiju iz političkih razloga nije i primljen). U samoj knjižici objavljena su još dva crteža Milana Dvornića iz starog Belog Manastira (nekadašnji izgled tzv. Srpske ulice i srpske narodne osnovne škole).